# Медон Беріша
Медон Беріша (алб. Medon Berisha, нар. 21 жовтня 2003, Мюнзінген) — албанський футболіст, півзахисник італійського клубу «Лечче» та національної збірної Албанії. Виступав також за клуб «Янг Бойз 2».

## Клубна кар'єра
Медон Беріша народився 21 жовтня 2003 року в місті Мюнзінген у Швейцарії в родині косовських албанців. Розпочав займатися футболом у юнацькій команді футбольного клубу «Берн», пізніше продовжив займатися футболом у школі клубу «Янг Бойз». У 2021 році розпочав виступи за другу команду клубу «Янг Бойз», в якій грав до середини 2022 року.
У 2022 році футболіст перейшов до італійського клубу «Лечче», у якому дебютував у 2023 році. Станом на 3 червня 2024 року відіграв за клуб з Лечче 6 матчів в національному чемпіонаті.

## Виступи за збірні
2021 року Медон Беріша дебютував у складі юнацької збірної Албанії (U-19), загалом на юнацькому рівні взяв участь у 3 іграх.
Як потомок вихідців з Косова Беріша у 2022 році зіграв 2 матчі у складі молодіжної збірної Косовапроте вже в цьому ж році повернувся до виступів за збірні Албанії, та дебюував у складі молодіжної збірної Албанії.
У 2024 році Медон Беріша, ще не зігравши жодного матчу у складі національної збірної Албанії, був включений до її складу на чемпіонат Європи з футболу 2024 року. Дебютував у складі албанської збірної під час підготовчих товариських матчів до чемпіонату Європи.